# Рихард Андре
Вижте пояснителната страница за други личности с името Андре.
Рихард Андре (на немски: Richard Andree) е германски географ, картограф и етнограф.

## Биография
Роден е на 26 февруари 1835 година в Брауншвайг, днес в Германия. Негов баща е Карл Андре, също немски географ и етнограф, отдаден на научни трудове за етническите групи в родината си. 
Най-бележит негов труд е „Географски паралели и сравнения" („Ethnographische Parallelen und Vergleiche“, Stuttgart, 1878). Андре следва стъпките на баща си и изучава естествени науки първо в колеж в родния си град, а след това в Лайпцигския университет.
Докато Рихард Андре е директор на географския институт „Валхаген и Класинг“ в Лайпциг между 1873 – 1890 година, следва също картография като има значителна роля в създаването на „Физико-статистически атлас на Германската империя“ („Physikalisch-Statistischer Atlas des Deutschen Reichs“) заедно с Оскар Пешел, по-късно преработен от Фридрих Пуцгер, а също и в „Общ исторически наръчен атлас на Дройзен“ („Droysens Allgemeiner Historischer Handatlas“, Leipzig, 1886).
Основния труд на Андре обаче остава неговият „Общ ръчен атлас“ („Allgemeiner Handatlas“, Leipzig, 1881 – 1937), един от най-подробните атласи за всички времена. Ранните издания на „Световния атлас на Таймс“ (1895 – 1900) са базирани на неговия атлас, както същи и „Универсалния атлас на Касел“ („Cassell's Universal Atlas“).
През 1890 г. Андре се премества в Хайделберг, където от 1891 до 1903 е редактор на научното списание „Глобус“.
Умира на 22 февруари 1912 година във влак край Мюнхен на 76-годишна възраст.